# Castelo de Ranrouët

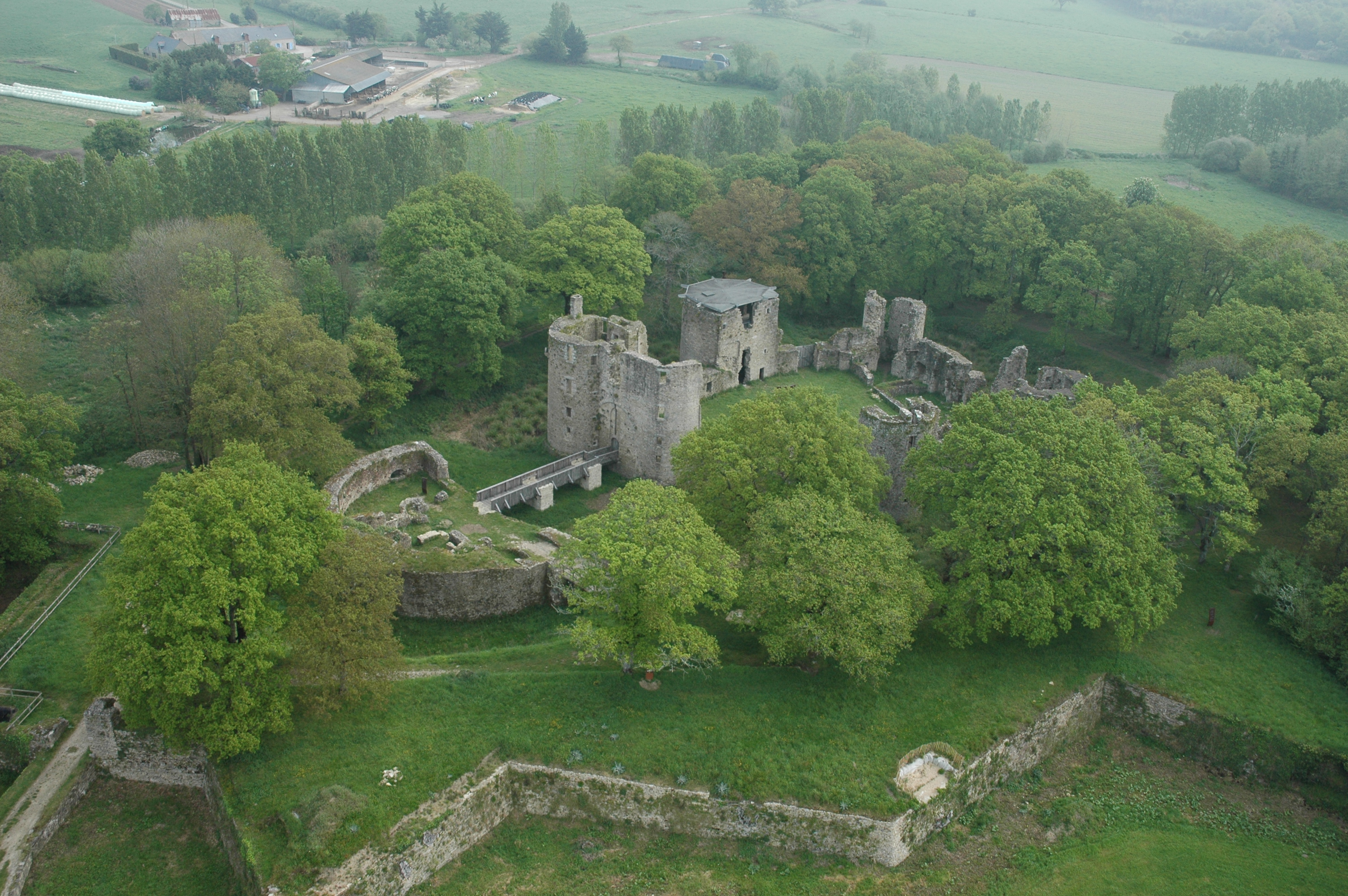
Château de Ranrouët

O Château du Ranroët é um castelo existente desde o século XII, localizado em Herbignac, no departamento de Loire-Atlantique, na França.
Desde 1925, o Château du Ranroët está classificado como monumento histórico pelo Ministério da Cultura da França.

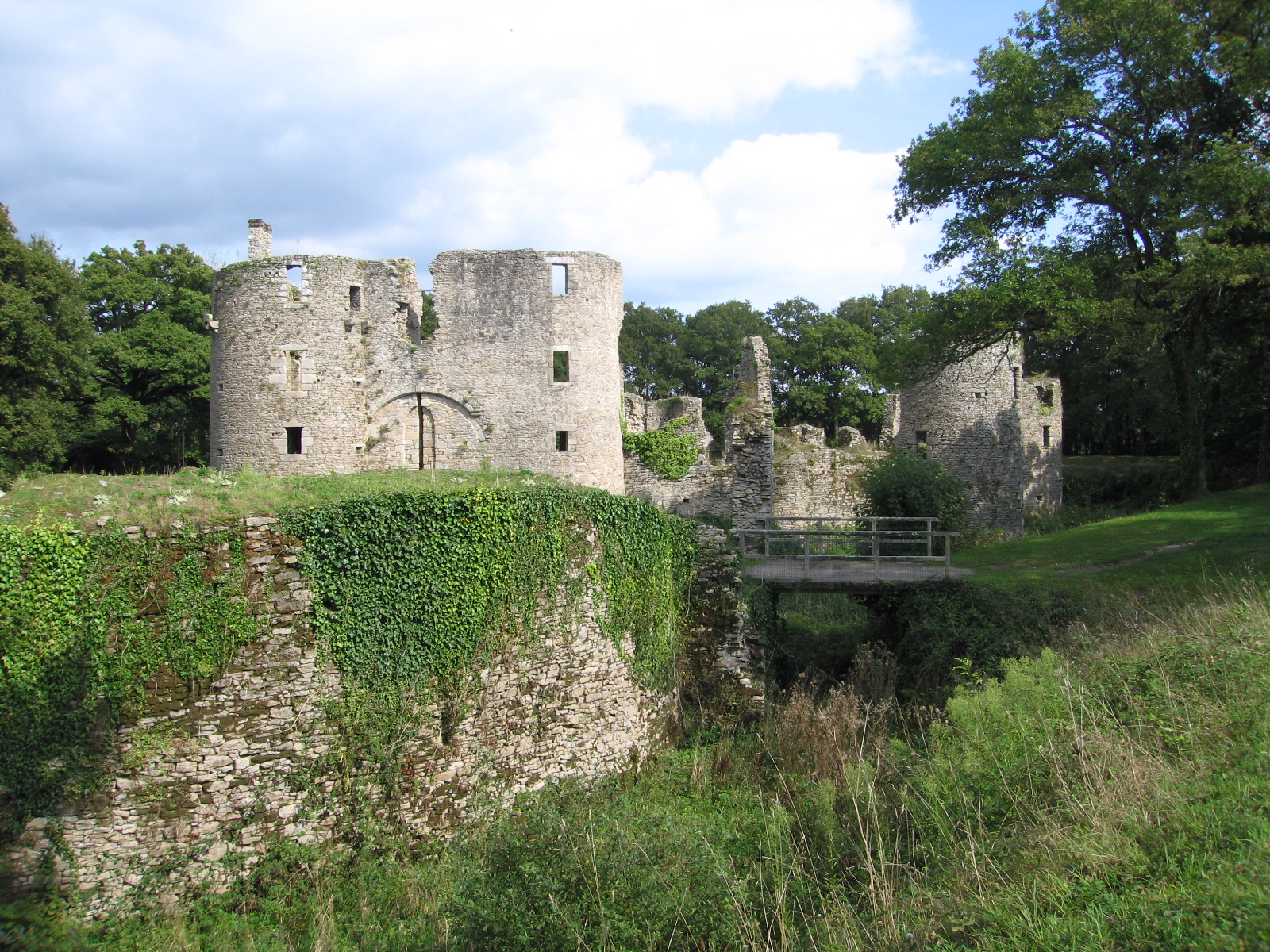
Entrada do castelo